# Cô giáo làng
Cô giáo làng (tiếng Nga: Сельская учительница) là một xuất phẩm điện ảnh của đạo diễn Mark Donskoy, trình chiếu lần đầu ngày 30 tháng 10 năm 1947, cũng là cuốn phim đưa tên tuổi nữ minh tinh Vera Maretskaya ra quốc tế.

## Nội dung
Trong khi nhiều bạn đồng trang lứa mơ ước về những công việc nhàn hạ và đầy tương lai rực rỡ, thì nữ sinh Varvara Martynova tình nguyện rời kinh đô Piter hoa lệ để đến làng Shatry hẻo lánh nơi biên viễn Siberia. Tại đây, cô phải đối diện sự sống u tối và nhuốm đầy hơi thở đồng tiền, nơi người ta coi học vấn là của đáng vứt. Nhưng bằng nghị lực và ý chí quyết liệt, cô đã dần buộc người dân nơi đây nhận ra giá trị của sự học và bước đầu gầy dựng những con người của tương lai tươi đẹp.

## Kĩ thuật

### Sản xuất
- Âm nhạc: Lev Shvarts
- Phục trang: Olga Kruchinina

### Diễn xuất
- Vera Maretskaya... Varvara Vasilyevna Martynova[2]
- Pavel Olyonyov... Igor Petrovich
- Daniil Sagal... Sergey Martinov
- Vladimir Lepeshinsky... Voronov
- Vladimir Maruta... Voronov - phu vàng
- Vladimir Belokurov... Bukov - phu vàng
- Anatoly Gonichev... Yefim Tsygankov / Sergey Tsygankov, con Yefilm
- Emma Balashova... Dunya
- Roza Makagonova... Mashenka
- Aleksey Konsovsky... Kolya Sharygin
- Mikhail Gluzsky... Binh sĩ
- Rostislav Plyatt... Trung học hiệu trưởng
- Fyodor Odinokov... Khách nhà Bukov

## Hậu trường
Truyện phim phỏng theo cuộc đời nữ sư phạm và chính trị gia Liên Xô Yekaterina Vasilyevna Martyanova (1877 - 1956).